# Campionat del món de ciclisme en pista de 1948
El Campionat Mundial de Ciclisme en Pista de 1948 es va celebrar a l'Estadi Olímpic d'Amsterdam (Països Baixos) del 23 al 29 d'agost de 1948. Hi va haver competició de 5 disciplines, 3 de professionals i 2 d'amateurs.

## Resultats

### Masculí

#### Professional
| Prova                 | Or                             | Argent                  | Bronze                       |
| Velocitat individual  | Arie van Vliet · Països Baixos | Louis Gérardin · França | Georges Senfftleben · França |
| Persecució individual | Gerrit Schulte · Països Baixos | Fausto Coppi · Itàlia   | Antonio Bevilacqua · Itàlia  |
| Darrere moto          | Jean-Jacques Lamboley · França | Elio Frosio · Itàlia    | August Meuleman · Bèlgica    |

#### Amateur
| Prova                 | Or                     | Argent                      | Bronze                       |
| Velocitat individual  | Mario Ghella · Itàlia  | Axel Schandorff · Dinamarca | Reginald Harris · Regne Unit |
| Persecució individual | Guido Messina · Itàlia | Jacques Dupont · França     | Charles Coste · França       |

## Medaller
| Pos. | País          | Or | Plata | Bronze | Total |
| 1    | Itàlia        | 2  | 2     | 1      | 5     |
| 2    | Països Baixos | 2  | 0     | 0      | 2     |
| 3    | França        | 1  | 2     | 2      | 5     |
| 4    | Dinamarca     | 0  | 1     | 0      | 1     |
| 5    | Bèlgica       | 0  | 0     | 1      | 1     |
| -    | Regne Unit    | 0  | 0     | 1      | 1     |